# Indra Lesmana

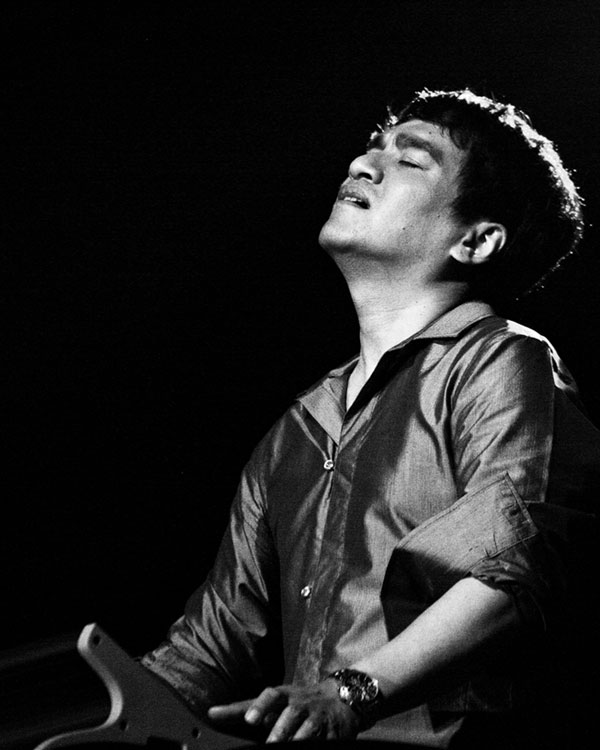
Indra Lesmana

Indra Lesmana (Jakarta, 28 maart 1966) is een Indonesische jazz-pianist, zanger, componist en arrangeur.
Lesmana kreeg de jazz met de paplepel ingegoten: zijn vader Jack was een jazzmuzikant. In 1976 trad hij met zijn vader voor het eerst op, in Bandung. Tijdens een verblijf in Australië deed hij een toelatingstest voor het Sydney Conservatorium of Music (toen nog New South Wales State Conservatorium in Music) en werd vervolgens toegelaten.
In 1981 vormde hij met zijn vader een kwartet, dat hetzelfde jaar in Indonesië een plaat opnam. Terug in Australië begonnen vader en zoon een Latin-fusionband, Children of Fantasy, waarin onder andere Dale Barlow speelde. In 1982 richtte hij nog een fusion-groep op, Nebula, die het album "No Standing" opnam, met vier eigen composities. In 1983 sloot hij zich aan bij Sandy Evans, Tony Buck en Steve Elphick: de vier begonnen de groep Women and Children First. In 1984 verscheen Lesmana's eerste solo-album, eveneens "No Standing" geheten, de plaat kwam ook in Amerika uit. In 1985 verhuisde Lesmana naar Amerika en nam daar zijn tweede soloalbum op, met medewerking van bekende musici als Charlie Haden, Vinnie Colaiuta en Airto Moreira. De platen betekenden een doorbraak voor Lesmana: twee singles van deze albums ("No Standing" en "Stephanie") werden hits in de jazzhitparades van Billboard.
In de jaren tachtig ging Lesmana zich ook interesseren voor geluidstechnologie: het album "Tragedi" (1984) was daar het eerste resultaat van. Hij was verantwoordelijk voor het geluid van het album "Sabda Prana" van Java Jazz (1998) en in 1999 begon hij een studio voor het mixen en masteren van jazz. In de jaren erna deed hij dat voor veel Indonesische artiesten, waaronder Maliq & D'Essentials, Delon en Dewa Budjana. In 2003 werd hij voor een AMI-award genomineerd in de categorie 'Best Mixing Engineer'. In 2000 kwam hij met een instrumentale jazz-video, "Reborn", die vaak op de Indonesische televisie kwam.
In 2002 richtte Lesmana een bigband op, die de muziek speelde voor de soundtrack voor een film van zijn zuster, Mira Lesmana. In 2004 werd hij hoofd van de jury van de Indonesische versie van "Idols", ook was hij een jurylid in Asia Idol.
In 2015 besloot hij Jakarta te verlaten en zich te vestigen op Bali. Vanaf 2015 ging hij daar regelmatig optreden in Sanur, met een kleine groep en gastartiesten. Zo speelde hij er met jazztrompettist Maurice Brown. In Sanur is hij later ook een café begonnen.

## Discografie (selectie)
- Children of Fantasy, Queen Record, 1981
- No Standing, Jasmine Records/Jackson Records, 1982
- Women and Children First, 1983
- No Standing, Zebra Records, 1984
- For Earth and Heaven, 1986